# 焦爾市政廳

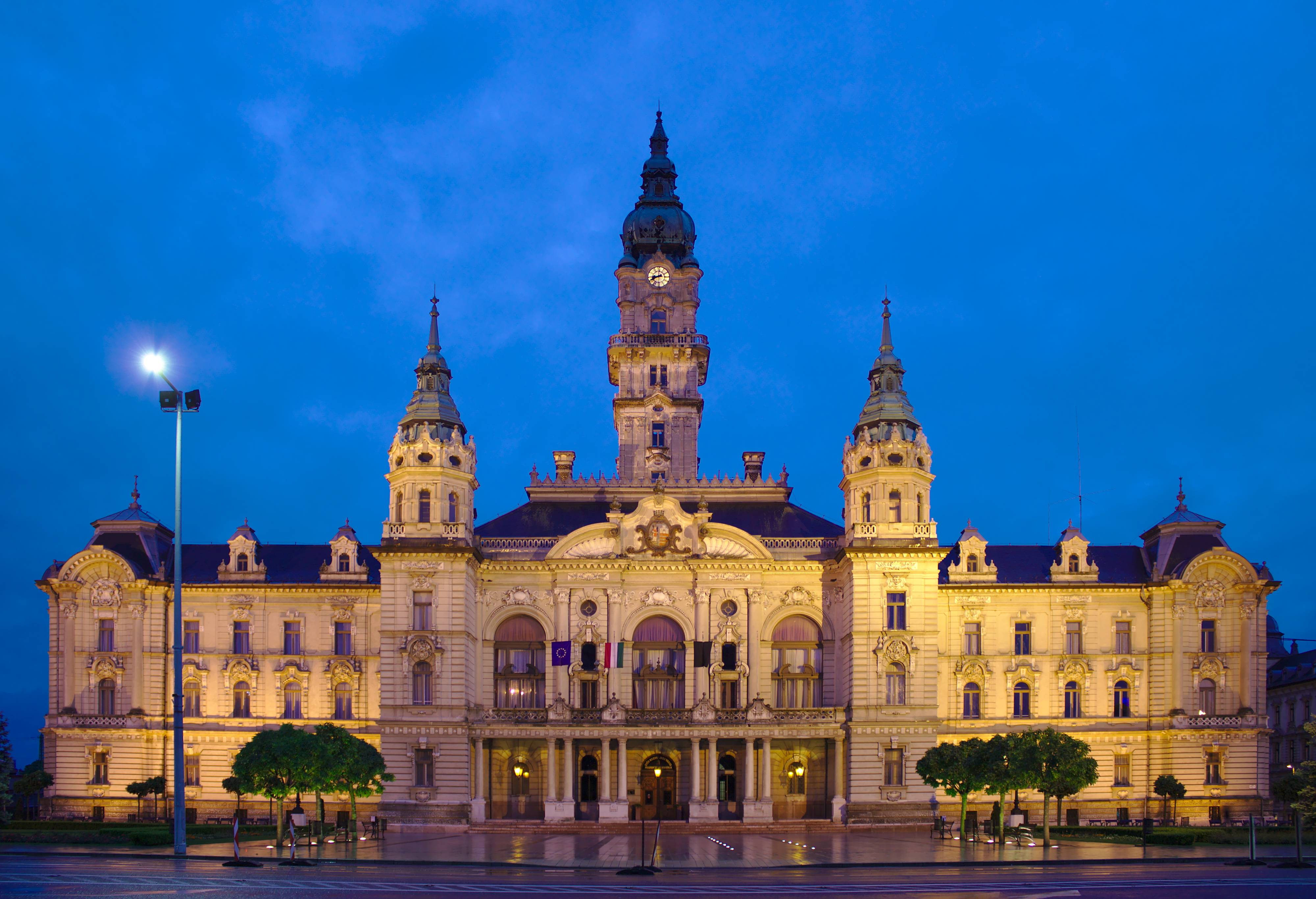
焦爾市政廳夜景

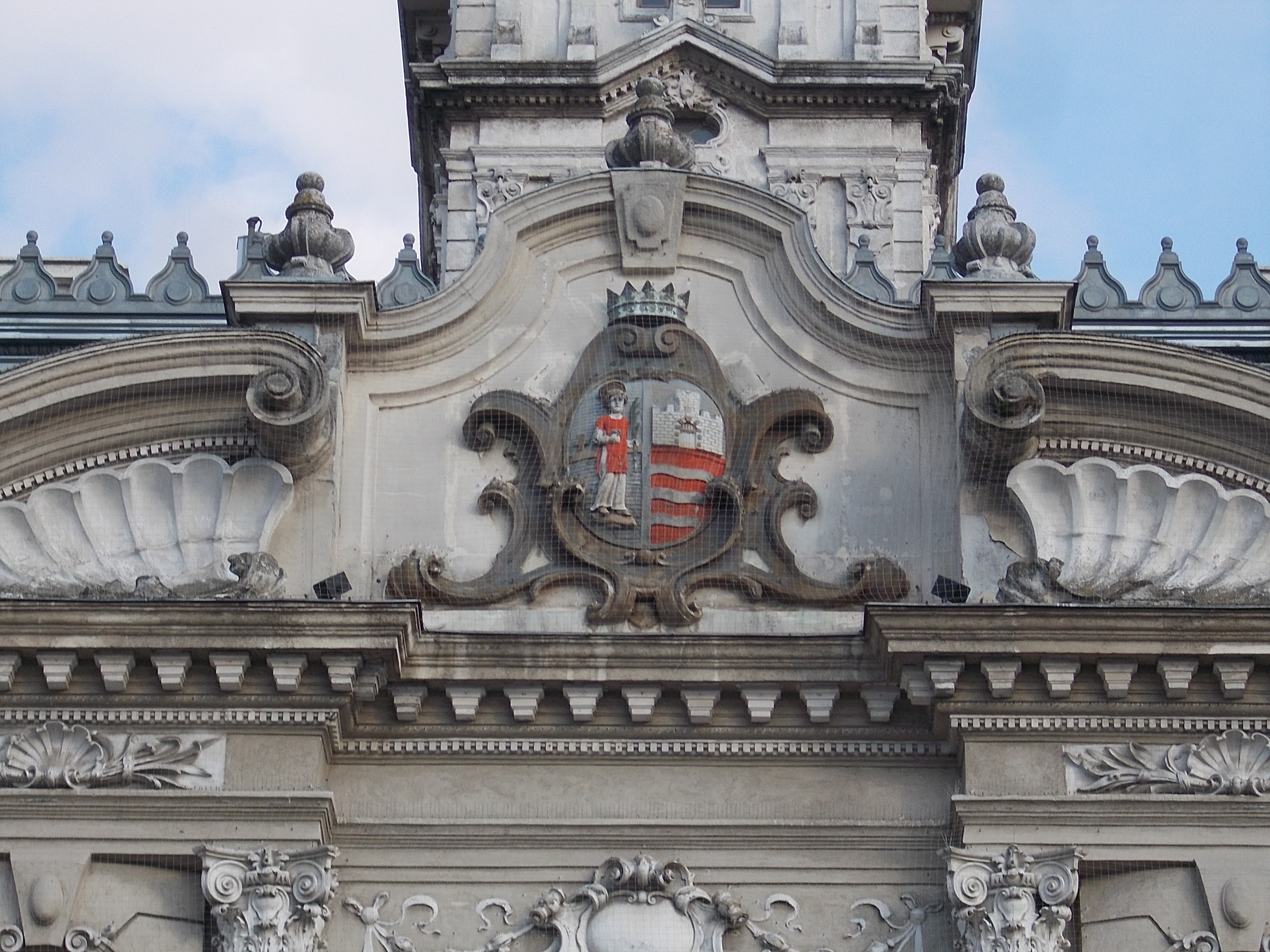
市政廳立面的焦爾市徽浮雕

焦爾市政廳（匈牙利語：Győri városháza）是匈牙利焦爾-莫松-肖普朗州首府杰尔的市政廳建築。該建築是焦爾最著名和最重要的城市景觀建築之一，也是城市的象徵。
焦爾市政廳建於1896至1898間，並於1900年正式開放；由建築師詹諾·胡布納設計，是一座新巴洛克風格建築，中間有一座鐘樓，主立面突出有兩座較小的塔樓。建築長85米，寬40米，塔高59米。市政廳的主立面上有一個焦爾市徽的石雕。